# کرموز، مصر
کرموز (به عربی: کرموز) یک محله در مصر است که در استان اسکندریه واقع شده‌است.